# Ritual das classes etárias de Lovaina
O ritual das classes etárias de Lovaina (em neerlandês:  Jaartallen van Leuven, em francês:  rituel des classes d’âge de Louvain) é um rito de passagem e uma tradição de homens com idades entre os 40 e os 50 anos da região de Lovaina (Leuven), na Bélgica, reunidos em grupos em que todos nasceram no mesmo ano.
Os participantes estão juntos em todos os tipos de atividades. O ritual atinge o clímax na comemoração do 50.º aniversário, no dia de Santo Abraão, com uma celebração na praça central de Leuven, em torno da estátua do profeta Abraão, no parque central da cidade. A tradição remonta a 1890, tendo então sido celebrada pelos homens nascidos em 1840.

## Importância cultural
O repertório do ritual das classes etárias de Lovaina é um rito de passagem na vida de um homem, centrado nos dez anos anteriores ao seu cinquentenário. Para os homens de Lovaina, o processo começa aos quarenta anos, com a realização de uma jornada de confraternização social e filantrópica e termina aos cinquenta anos, no dia de Santo Abraão, com uma celebração feita junto à estátua deste profeta localizada no parque central da cidade. Cada grupo escolhe uma medalha, bandeira e uniforme distintos, e tem um "padrinho" pertencente a um grupo dez anos mais velho. Os membros dos grupos celebram a vida durante uma década e depois disso. Com efeito, um grupo só se extingue com a morte do seu último membro sobrevivente. Os grupos são caracterizados pela adoção de valores intergeracionais de abertura, amizade, solidariedade e dedicação aos seus membros e à cidade. Eventuais diferenças de origem familiar, posição social ou posição social são irrelevantes, não tendo importância as convicções políticas, filosóficas ou religiosas de cada um. As únicas condições exigidas para ser um membro do grupo são pertencer ao sexo masculino e nascer no mesmo ano.
As mulheres participam cada vez mais das atividades dos grupos como madrinhas e colaboradoras. Este ritual, que promove a identidade e sentido de continuidade tanto entre os seus membros como no compromisso destes com a cidade inteira tem vindo a exercer um papel importante na cultura urbana de Lovaina. O número atual de grupos é estimado em cinquenta e quatro.
Desde 2011 que o ritual das classes etárias de Lovaina está classificado pela UNESCO na lista representativa do Património Oral e Imaterial da Humanidade